# Edukacja Filozoficzna
Edukacja Filozoficzna – półrocznik wydawany przy Instytucie Filozofii Uniwersytetu Warszawskiego. Czasopismo o zasięgu ogólnopolskim, kierowane do wszystkich środowisk intelektualnych i czytelników reprezentujących różne orientacje filozoficzne. Na jego łamach ukazują się artykuły i rozprawy, materiały dydaktyczne, polemiki oraz przekłady autorów obcych.
Ukazuje się od 1986. Od początku redaktorem naczelnym jest prof. Witold Mackiewicz.